# Maejima Hisoka
Le baron Maejima Hisoka (前島 密) né à Jōetsu le 24 janvier 1835 et mort le 17 avril 1919 à Yokosuka, est un homme d'État, un homme politique réformiste et un homme d'affaires japonais pendant l'ère Meiji. Il fonde le service postal japonais.

## Jeunesse
Maejima est né à Ueno Fusagorō, dans le village de Shimoikebe (ja), province d'Echigo (actuelle Joetsu, préfecture de Niigata). En 1866, il a été adopté par la famille Maejima. Il a été envoyé à Edo pour étudier le rangaku, la médecine et l'anglais. Pendant la période du Bakumatsu, il était considéré comme un réformateur et un partisan radical de l'occidentalisation. En 1866, il a soumis une proposition au Shogun Yoshinobu Tokugawa pour que le Japon supprime l'utilisation des kanji (caractères chinois) dans son système d'écriture. En 1868, peu de temps après la restauration de Meiji, il a également proposé à Okubo Toshimichi que la capitale du Japon soit déplacée de Kyoto à Edo.

## Fonctionnaire Meiji
Ōkubo a aimé l'audace de l'arrogant Maejima, et l'a nommé au nouveau Minbu-shō (ministère des Affaires Populaires) dans le nouveau gouvernement de Meiji, où son attitude franche a attiré l'attention de Hirobumi Itō et de Shigenobu Ōkuma. Il a été envoyé en Grande-Bretagne en 1870 pour étudier le fonctionnement du General Post Office (bureau de poste britannique), et à son retour au Japon en 1871, ses propositions pour la création d'un système semblable ont rapidement été approuvées.
Les bureaux de poste japonais ont commencé à fonctionner en avril 1871 avec un service quotidien reliant Tokyo à Osaka, avec 65 bureaux de poste entre eux. Maejima a personnellement inventé le mot japonais pour le timbre postal : kitte. Pour rendre ce système autosuffisant et étendre le système économique moderne dans la campagne japonaise, Maejima a également créé un système de paiement postal giro en 1874. Ce système a commencé à inclure des mandats en 1875.
En 1874, Maejima a engagé un conseiller étranger, Samuel M. Bryan, pour négocier un traité postal avec les États-Unis, et pour aider à l'entrée du Japon dans l'union postale universelle en 1877.
En 1878, Maejima a été nommé au Genrōin (chambre des anciens), et en 1879, il a été nommé vice-ministre de l'intérieur. Avant que Maejima ne se retire en 1881, le système postal japonais avait grandi jusqu'à 5 099 bureaux de poste et continuait à se développer.

## Journaliste, éducateur, homme d'affaires et homme politique
Tout en établissant le système postal, Maejima a trouvé le temps de fonder son propre journal en 1872. Le Yubin Hochi Shimbun qui a été renommé Hochi Shimbun en 1894, et a été fusionné au Yomiuri Shimbun en 1942.
Non content de ces deux carrières, Maejima a également trouvé le temps d'aider Shigenobu Okuma en fondant le Tokyo Semmon Gakkō en 1882, dont il fut directeur de 1886 à 1890. Cette école a été renommée université Waseda en 1902.
Voyant le potentiel de bénéfice dans le chemin de fer en pleine expansion au Japon, Maejima fonda en 1886 la Compagnie des chemins de fer du Kansai à Osaka. Il a continué dans ce domaine et a fondé une deuxième compagnie, le Réseau  ferroviaire Hokuetsu pour relier Niigata à Naoetsu, en 1894.
En attendant, Maejima et Okuma ont aidé à fonder le parti politique du Rikken Kaishintō. Il fut nommé vice-ministre des Communications en 1888-1891, et pendant ce mandat, il fonda le service téléphonique d'État du Japon.
Anobli du titre de baron selon le système nobiliaire du kazoku en 1902, il est devenu membre de la Chambre des pairs de 1904 à 1910. Il est mort en 1919 dans sa maison d'été à Yokosuka dans la préfecture de Kanagawa.

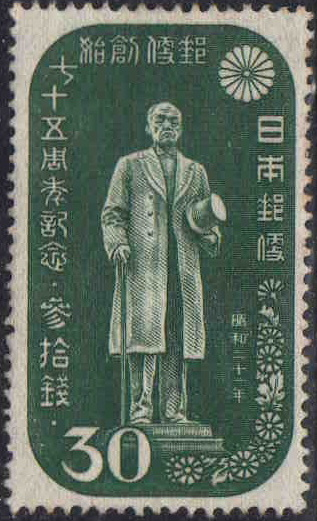
Timbre représentant Hisoka Maejima (1946).

Comme on pouvait s'y attendre, il a été honoré sur plusieurs timbres postaux japonais.